# Muzillac
Muzillac település Franciaországban, Morbihan megyében. Lakosainak száma 5022 fő (2022. január 1.). Muzillac Noyal-Muzillac, Marzan, Arzal, Billiers és Ambon községekkel határos.

## Népesség
A település népességének változása:
| Lakosok száma | 2516 | 3228 | 3471 | 4322 | 4869 | 4988 | 5015 | 5066 | 5054 | 5022 |
|               | 1968 | 1982 | 1990 | 2006 | 2013 | 2015 | 2017 | 2019 | 2020 | 2022 |